# Бунгало

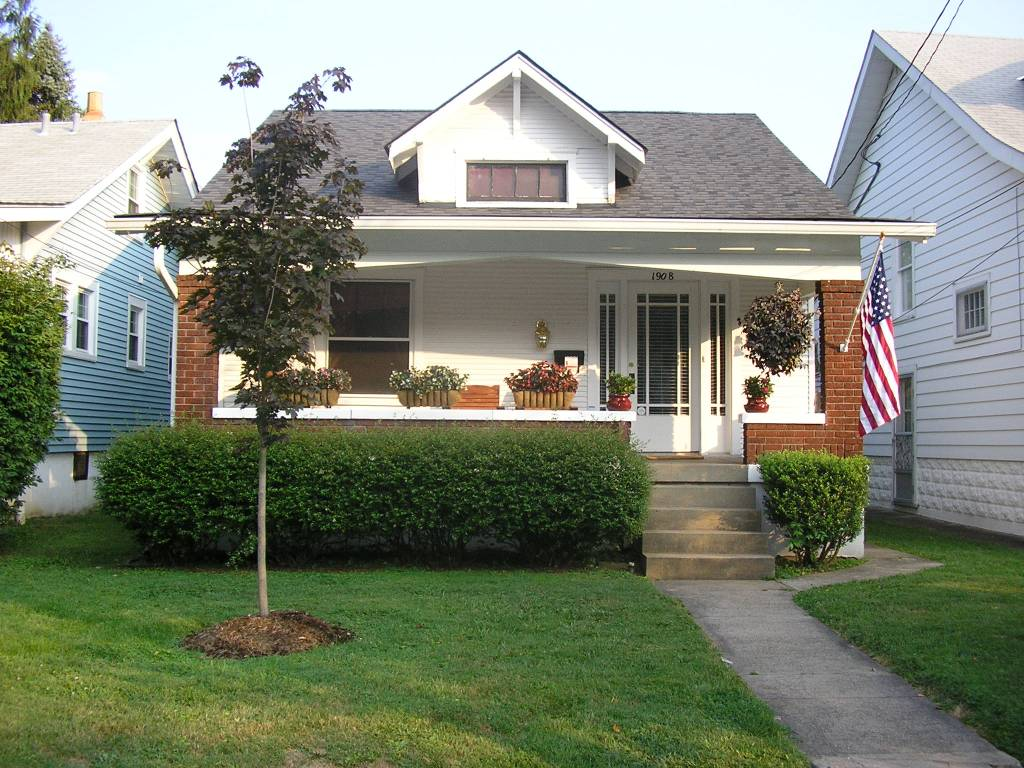
Типове, загострене з одного боку бунгало в околицях Оленячого парку в Луїзвіллі, Кентуккі

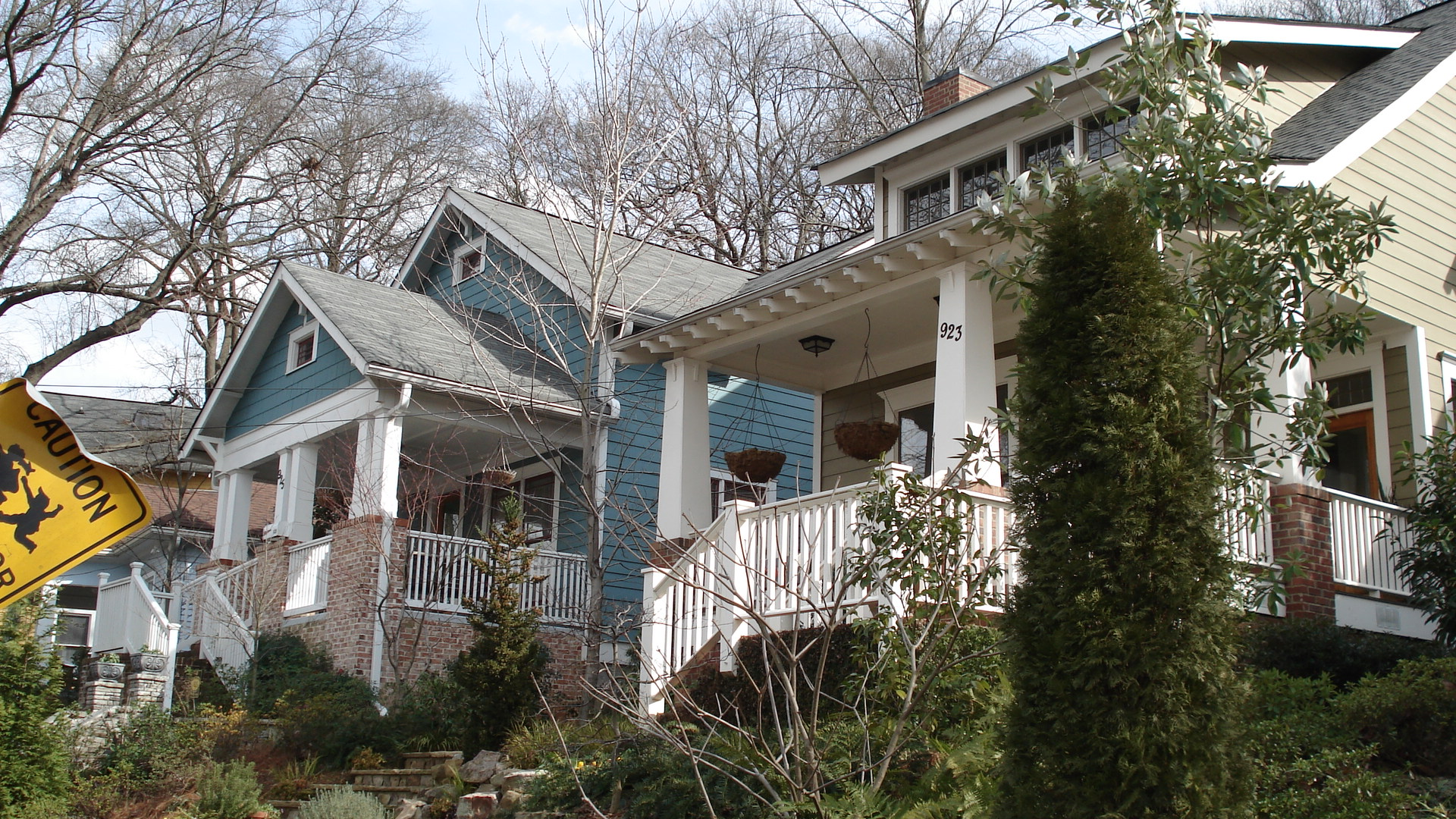
Бунгало поблизу Інман-парку в Атланті, Джорджія

Бунгало (гінді बंगला, латиніз. baṅglā, через англ. bungalow) — тип одноповерхового будинку, що виник в Індії. Термін походить від слова baṅglā з гінді (або, можливо, від варіанту baṅglo з мови гуджараті), що означає «бенгальський», яке в свою чергу еліптично вживається щодо «будинку в бенгальському стилі». Такі будинки були традиційно невеликими, лише одноповерховими, криті соломою та з широкою верандою.